# Liechtensteiner-Cup 2017-2018
La Liechtensteiner-Cup 2017-2018, nota come FL1 Aktiv-Cup 2017-2018 per ragioni di sponsorizzazione, è stata la 73ª edizione della coppa nazionale del Liechtenstein, che è iniziata il 22 agosto 2017 e si è conclusa il 2 maggio 2018 con la finale. Il Vaduz ha vinto la competizione per la 46ª volta.

## Date
| Turno            | Data                 |
| ---------------- | -------------------- |
| Primo turno      | 22-23 agosto 2017    |
| Secondo turno    | 19-20 settembre 2017 |
| Quarti di finale | 24-25 ottobre 2017   |
| Semifinali       | 10-11 aprile 2018    |
| Finale           | 2 maggio 2018        |

## Squadre partecipanti
Tutte le 16 squadre partecipanti giocano nel campionato svizzero di calcio.
| Challenge League (secondo livello) | 1ª Lega (quarto livello) | 2ª Lega (sesto livello) | 3ª Lega (settimo livello)             | 4ª Lega (ottavo livello)                                               | 5ª Lega (nono livello)                      |
| Vaduz                              | Balzers Eschen/Mauren    | Ruggell                 | Balzers II Schaan Triesen Triesenberg | Balzers III Eschen/Mauren II Schaan Azzurri (II) Schaan III Triesen II | Eschen/Mauren III Ruggell II Triesenberg II |

## Primo turno
| Squadra 1      | Risultato | Squadra 2        |
| -------------- | --------- | ---------------- |
| 22 agosto 2017 |           |                  |
| Schaan Azzurri | 0 - 11    | Triesenberg      |
| Triesenberg II | 1 - 2     | Eschen/Mauren II |
| Ruggell II     | 1 - 6     | Triesen          |
| 23 agosto 2017 |           |                  |
| Schaan III     | 0 - 2     | Balzers II       |

## Secondo turno
Al secondo turno accedono le quattro squadre vincitrici il primo turno e le quattro squadre ammesse direttamente al secondo turno (Schaan, Balzers III, Triesen II ed Eschen/Mauren III).
| Squadra 1         | Risultato   | Squadra 2   |
| ----------------- | ----------- | ----------- |
| 19 settembre 2017 |             |             |
| Eschen/Mauren II  | 2 - 0       | Balzers II  |
| 20 settembre 2017 |             |             |
| Balzers III       | 5 - 6 (dts) | Schaan      |
| Eschen/Mauren III | 4 - 1       | Triesen II  |
| 4 ottobre 2017    |             |             |
| Triesen           | 1 - 5       | Triesenberg |

## Quarti di finale
Ai quarti di finale accedono le quattro squadre vincenti il secondo turno e le quattro squadre provenienti dai livelli più alti (Vaduz, Balzers, Eschen/Mauren e Ruggell).
| Squadra 1         | Risultato | Squadra 2     |
| ----------------- | --------- | ------------- |
| 24 ottobre 2017   |           |               |
| Eschen/Mauren II  | 0 - 9     | Vaduz         |
| Ruggell           | 1 - 3     | Balzers       |
| 25 ottobre 2017   |           |               |
| Schaan            | 1 - 5     | Eschen/Mauren |
| Eschen/Mauren III | 3 - 1     | Triesenberg   |

## Semifinali
| Squadra 1         | Risultato | Squadra 2 |
| ----------------- | --------- | --------- |
| 10 aprile 2018    |           |           |
| Eschen/Mauren     | 0 - 2     | Vaduz     |
| 11 aprile 2018    |           |           |
| Eschen/Mauren III | 1 - 6     | Balzers   |

## Finale
| Vaduz 2 maggio 2018, ore 18:30 CEST | Vaduz | 3 – 0 | Balzers | Rheinpark Stadion |